# Jim MacInnes
Jim MacInnes, född 1949, var från 1970 till 1984 förgrundsgestalten i Jesusfolket i Sverige.
MacInnes kom från Minnesota och blev frälst vid 17 års ålder. 
Han var ungdomstalare på ett Kathryn Kuhlman-möte, och blev år 1970 inbjuden att åka med till Sverige tillsammans med sin vän Bill Bullard. 
I maj 1971 flyttade MacInnes till Göteborg, där han, i en tidigare skola på Hisingen, öppnade Jesushuset där många ungdomar samlades. 1972 blev han erbjuden en gård i Småland, Jutatorpet, där har startade Ordet förlag (Bredaryd). Där ordnades också konferenser och tältmöten, med ibland 2000 deltagare.